# 西北影业公司
西北影业公司，简称西影，是1935年由山西省政府组建控制的电影制片公司。1941年停办。

## 歷史
1934年，阎锡山的亲戚崞县人温松康与表弟郝振邦（阎锡山的内亲，日本留学归国任阎的秘书）等倡议筹组电影公司。阎锡山责令西北实业公司和斌记五金行共同出资组建。温松康任经理。阎锡山通过其秘书郝振邦直接领导。公司设在太原市坝陵桥裕德东里12号四合院，北房五间、东西房各三间，南房四间。内景摄影棚设在海子边公园(今儿童公园)劝工楼(现为孙中山莅临太原讲演纪念馆)。以上海联华电影制片厂导演石寄圃和演员郝恩星（即吕班）、剧作家宋一舟(即宋之的）为骨干，在西缉虎营街开设演艺人员训练班（剧务主任、副导演、班主任和讲师郝恩星），每星期只有三个下午来受训基本知识，诸如“电影拍摄术”、“表演术”、“化装术”之类。训练班共有30多个学员，大都是十几、二十岁的年轻人，赵树理是年龄最大的。1935年7月开学，10月10日正式结业，全体合影留念。录取了胡晋芳（女）、白士林、王玉林、倪志祥4人为正式演员。其他训练班结业学员是特约演员。
1935年4月，西北影业公司、西北剧社（负责人张季纯）到上海招募有声电影专才。上海地下党通过中国左翼戏剧家联盟（简称“左翼剧联”）派遣进步文艺和影剧工作者加入，包括演员田方(解放后曾先后任东北电影制片厂、北京电影制片厂副厂长、厂长)、王斌(即王浜)、王苹(女，后为著名电影导演)及蓝马、邸力(女，蒙古族，1932年8月入党，北平左翼文化界总同盟下属的左翼戏剧家联盟北平分盟成员，建国后为北京电影学院教授，演员）等。
1936年9月宋之的在《中流》创刊号上发表了报告文学《一九三六年春在太原》，被誉为我国早期报告文学扛鼎之作，茅盾认为它比夏衍的《包身工》还要出色。
"七七"事变后，太原失陷，全部底片被毁。西北影业公司由太原到西安，仅带出部分重要机器和材料。
1938年春，西北影业公司派人与国民政府军事委员会政治部第三厅主任秘书阳翰笙取得联系，通过“中国电影界救国会”派遣一批影剧界名人到成都加入西北影业公司，其中有编剧瞿白音、沈浮、贺孟斧；扬霁民、陈晨、程默、姚俊初、徐肖白等任摄影、美工及录音；吴雪、谢添、欧阳红樱、杨琼、金淑芝任演员。太原东米市街“社火”(高跷队)的骨干、中学生陈强参加西北影业公司后成为著名演员。1938年5月，西北影业公司在成都灯笼街92号原薛旅长公馆内恢复。
由于当时电影公司的发行只能在云贵川晋等有限的经济落后地区，进口电影器材胶片供应中断，入不敷出。1939年温松康到山西克难坡请阎锡山拨款救急。阎锡山称"而今军粮民食尚难以为济，哪有余力再举不急之务"，给了几万块钱，叫温松康以后别再来找他，自负盈亏。改编排话剧演出维持。1941年正式歇业。

## 作品
1935年7月，开始拍摄第一部故事片《千秋万岁》。以辛亥革命为背景，宣扬山西起义光复推翻清廷统治之事。史介编剧，温松康演阎锡山。参演：石冰、王廷桐。在娘子关拍摄战争外景，动用大量军队实弹拍摄。作家赵树理参演此片，扮演三家村的冬烘先生。因影片的艺术质量低下，只在太原勉强放映了几场。
1935年10月，因华北自治运动和红军长征到陕北，蒋介石飞临太原与阎锡山共商应对之计。西北影业公司为此赶拍了一辑新闻纪录片，拷贝现存台北“国防部”档案室。这是该公司拍摄的第一部纪录片。
拍摄纪录片《阎老太爷哀容》，内容是阎锡山之父阎书堂出殡场面。
1935年末，郝恩星和宋之的、石寄圃等与经理郝振邦商议，筹拍由宋之的编剧、石寄圃导演、沈家麟摄影的影片《无限生涯》。郝恩星返上海筹措资金，并邀田方回晋参演。孔二小姐热情很高，主动去找王梁甫和乔辅三赞助。1935年11月15日《无限生涯》外景队出发赴保晋公司阳泉煤矿，拍摄了三十多天。剧情以阳泉煤矿一青年矿工李定(田方饰)仗义搭救了一位被矿主(石冰饰)企图霸占的歌舞演员玲儿(王苹饰)，并率领矿工同矿主展开斗争的故事。此片曾在京、沪、洛阳等地演出，是山西第一部走出娘子关的电影。郝恩星任副导演、剧务并饰演煤厂的经理。赵树理扮演了一个“小不点儿”的角色，给一家煤厂的经理当伺役，做些倒茶点烟的“轻松”活儿。演员还有周彦、金刚、黄自强、蓝马、邸力、胡晋芳。在题材上配合了山西省政“十年建设”与国民政府“开发西北”时政。
1936年11月绥东抗战，傅作义35军参战。西北影业公司派石寄圃组织战地拍摄队赶赴绥东在百灵庙、武川前线实地抢拍两军阵地，日伪俘虏及百灵庙战后景象。补拍了傅作义战前部署，阵地视察，战前运兵及全国各地来綏远慰问活动等场面。在集宁老虎山，动用一个多团的部队补拍东线红格尔图战役实况及实战演习。摄制完成后，石寄圃剪辑为七辑成大型战地纪录片《綏远殊死战——百灵庙战役》（(又名《绥东前线》《百灵庙大捷》)。在全国公映，很大反响。
1937年，西北影业公司开始拍摄《塞北风云》，系以描绘蒙绥边疆被日军煽动民族。五台山拍外景时，突发"七七"事变而片停拍。
1938年派摄影队趋晋西克难坡(第二战区驻地)和屯留八路军野战司令部拍摄大型纪录片《华北是我们的》。记录了晋绥军和卫立煌指挥的中央军及国统区军民战斗、生活，朱德参加军民大会和在抗日军政大学分校讲话的画面。电影插曲采用了贺绿汀的《游击队员之歌》。
故事片《风雪太行山》由贺孟斧编导，杨霁民摄影，谢添、欧阳红樱等主演，描写太行山区的矿工同农民联合抗日的故事。影片的主题歌《在太行山上》(桂涛声作词，冼星海作曲)。

## 刊物
西北影业公司《西北电影》，编辑：周彦、宋一舟(即宋之的）。王苹初到时所写的一篇题为《到西北来及其他》的文章，其中，她娓娓道来自己前来的缘故、眼下遭遇的困境，以及初涉电影工作的憧憬与顾虑：